# Кадуб (печера)
Ка́дуб — карстова печера в Україні. Розташована поблизу села Сков'ятин Борщівського району Тернопільської області.
Довжина — 110 м, площа — 100 м², об'єм — 65 м³.
Відкрили 1966 року спелеологи тернопільської спелеосекції, керівник групи Б. Максимов.